# La Culotte (Carl Sternheim)
La Culotte (Die Hose), est une pièce de théâtre de Carl Sternheim de 1911. La pièce, son œuvre la plus connue, entreprend une satire globale de la société de son époque.

## Synopsis
Un petit évènement insignifiant, une femme perdant sa culotte sur le champ de parade, finit par ébranler toute la société. Le protagoniste principal de la pièce, Theobald Maske, effectue une ascension sociale inattendue au grand dam de sa femme qu'il bat.

## Analyse
La pièce évoque celles de Frank Wedekind. Elle évoque également une pièce d'Eugène Labiche, dans laquelle le protagoniste devait parcourir le tout Paris pour retrouver une réplique exacte de l'objet abîmé, un  chapeau de paille d'Italie.

## Postérité
En 1927, Carl Sternheim réalisera une adaptation en film muet. 
L'humoriste et metteur en scène Steve Martin s'inspire de ce film pour créer sa seconde pièce de théâtre, The Underpants.